# Карпатка
Карпатка — кондитерський виріб у вигляді двох коржів тіста, покритих кремом руссель, напівжирним кремом або звичайним пудингом. Згідно з посібниками з гастрономії, нижня частина коржа виготовляється з пісочного тіста, а верхня — з заварного тіста. Карпатські словники польської мови дають аналогічне визначення. Однаково популярними є — також серед кондитерів — карпатки з низом із заварного тіста. 
Пісочне тісто розкладають перед випічкою товщиною 4-6 мм. Після випікання тісто виходить плоским — продукт, приготовлений на такій основі, виглядає більш естетично і зручніше нарізається, ніж карпатка із низом з заварного тіста. Верх заварного тіста отримує під час випікання гофровану, нерівну поверхню, що нагадує гори, звідси назва, яка, ймовірно, стосується Карпатських гір. 
Нижній (крихкий) пиріг змащується після випікання мармеладом, потім товстим шаром крему і зверху покривається ще одним пирогом. Далі карпатку ріжеться на квадратні або прямокутні шматки, отримуючи таким чином коржі, які посипають цукровою пудрою. 
Відповідно до дослідження лінгвіста Катажини Смик, опублікованого у 2016 році у двомісячнику «Народна література» у статті під назвою «Солодке мовознавство: Карпатка в сучасній розмовній польській мові», найдавніша опублікована згадка слова «карпатка» є в науковому посібнику для студентів польської філології з 1972 року. Там згадували карпатку як назву печива.
У продажу є напівфабрикати для приготування карпатки: порошок для приготування тіста і вершки, і навіть розчинний крем у вигляді порошку для збивання в міксері на холодному молоці. Перший продукт цього типу (порошковий крем з коржами) був представлений на ринку в 1986 році Куявськими Закладами Споживчих Концентратів у Вроцлаві — у 1993 році перетворений у «Delecta SA». У 1995 році «Карпатка» стала торговою маркою, зареєстрованою в Патентному відомстві Республіки Польща на подання «Delecta SA» для позначення порошкоподібних кремів. У 1996 році аналогічний продукт під такою ж назвою та в подібному зовнішньому вигляді був запущений на ринок фірмою «Dr. Oetker». Це призвело до дванадцятирічного судового спору, який закінчився в лютому 2011 року на користь компанії «Delekty», яка діяла тоді під назвою «Rieber Foods Polska SA». З недавнього часу також готується народною кондитеркою з Волині — Катериною Мельник, за кондитерським виробом люди готові вистояти довгі черги і чекати більше місяця.